# Carl Gustav Mannerheim
Pour les articles homonymes, voir Mannerheim.
 (mai 2009).
Si vous disposez d'ouvrages ou d'articles de référence ou si vous connaissez des sites web de qualité traitant du thème abordé ici, merci de compléter l'article en donnant les références utiles à sa vérifiabilité et en les liant à la section « Notes et références ».
Le comte Carl Gustav Mannerheim est un entomologiste suédois de Finlande, sujet de l'Empire russe, né le 10 août 1797 au manoir de Louhisaari à Askainen et mort le 9 octobre 1854 à Stockholm.

## Biographie
Son père Carl Erik était un élève de Linné.
Il était gouverneur du grand-duché de Finlande, faisant partie de l'Empire russe. Il préside le Kaiserlich Hofgericht (cour d'appel impériale) de Vyborg. Il est décoré de l'ordre de Saint-Stanislas et est fait chevalier de l’ordre de Saint-Vladimir.
Il publie en allemand et en latin de nombreux articles sur les coléoptères et travaille sur les collections des muséums de Dorpat, de  Saint-Pétersbourg et de Moscou.
Il est le grand-père du maréchal Carl Gustaf Emil Mannerheim, président et héros national de la Finlande.

## Œuvres
- (de) Dritter Nachtrag zur Kaefer-Fauna der nord-amerikanischen Laender des Russischen Reiches in Bull. Soc. Imp. Nat. Mosc., tome XXVI, N°3-4, pp. 95 sq (1853)